# Lijst van rijksmonumenten in Putten (plaats)
De plaats Putten telt 17 inschrijvingen in het rijksmonumentenregister. Hieronder een overzicht.
| Object | Oorspronkelijke functie? | Bouwjaar                         | Architect                        | Locatie                        | Coördinaten?                  | Nr.?   | Afbeelding          |
| --- | ------------------------ | -------------------------------- | -------------------------------- | ------------------------------ | ----------------------------- | ------ | ------------------- |
| Het Hert | Industrie- en korenmolen | 1899                             |                                  | Halvinkhuizerweg 3             | 52° 15' 25" NB, 5° 36' 18" OL | 32218  | Meer afbeeldingen   |
| Nederlands hervormde kerk                                                                                            | Kerk en kerkonderdeel    | 15e eeuw                         |                                  | Kerkplein 11                   | 52° 15' 39" NB, 5° 36' 27" OL | 32222  | Meer afbeeldingen   |
| Eenvoudige, bakstenen toren                                                                                          | Kerk en kerkonderdeel    | 16e eeuw (indruk)                |                                  | Kerkplein bij 11               | 52° 15' 39" NB, 5° 36' 27" OL | 32223  | Meer afbeeldingen   |
| Boerderij met jaartalankers in de voorgevel                                                                          | Boerderij                | 1868 (jaartalankers)             |                                  | Postweg 2                      | 52° 15' 38" NB, 5° 36' 38" OL | 32228  | Meer afbeeldingen   |
| Boerderij onder rieten wolfdak met harmonische voorgevel                                                             | Boerderij                | 17e eeuw (boerderij)             |                                  | Putterbrink 1                  | 52° 15' 43" NB, 5° 35' 56" OL | 32229  | Meer afbeeldingen   |
| Eenvoudige veluwse boerderij, onder een hoog met riet en pannen gedekt wolfdak en met gepleisterde gevels            | Boerderij                | tweede kwart 19e eeuw (karakter) |                                  | Putterbrink 2                  | 52° 15' 44" NB, 5° 36' 1" OL  | 32230  | Meer afbeeldingen   |
| Hoeve 'Groot Hussel'                                                                                                 | Boerderij                | waarschijnlijk 18e eeuw          |                                  | Stationsstraat 92              | 52° 15' 53" NB, 5° 34' 57" OL | 32232  | Meer afbeeldingen   |
| Nabij de boerderij Groot Hussel op de hoek van de Stationsweg en de Husselsteeg een mooie schaapskooi met rieten dak | Boerderij                |                                  |                                  | Schaapskooi Stationsstraat 90B | 52° 15' 52" NB, 5° 34' 60" OL | 32233  | Meer afbeeldingen   |
| Gedeelte van grafheuvel, alsmede een zone                                                                            | Archeologisch monument   | Neolithicum en/of Bronstijd      |                                  |                                | 52° 15' 20" NB, 5° 37' 19" OL | 341226 | Upload foto         |
| Terrein waarin een grafheuvel                                                                                        | Archeologisch monument   | Neolithicum en/of Bronstijd      |                                  |                                | 52° 16' 2" NB, 5° 36' 47" OL  | 45834  | Upload foto         |
| Terrein waarin een grafheuvel                                                                                        | Archeologisch monument   | Neolithicum en/of Bronstijd      |                                  |                                | 52° 16' 8" NB, 5° 36' 50" OL  | 45835  | Upload foto         |
| Grafheuvel, alsmede een strook van 10 meter rondom, gemeten vanaf de voet van de heuvel                              | Archeologisch monument   | Neolithicum en/of Bronstijd      |                                  |                                | 52° 16' 7" NB, 5° 36' 45" OL  | 45836  | Upload foto         |
| Terrein waarin een grafheuvel                                                                                        | Archeologisch monument   | Neolithicum en/of Bronstijd      |                                  |                                | 52° 16' 19" NB, 5° 37' 18" OL | 45837  | Upload foto         |
| Terrein waarin een grafheuvel                                                                                        | Archeologisch monument   | Neolithicum en/of Bronstijd      |                                  |                                | 52° 15' 20" NB, 5° 37' 13" OL | 45846  | Upload foto         |
| Terrein waarin een grafheuvel                                                                                        | Archeologisch monument   | Neolithicum en/of Bronstijd      |                                  |                                | 52° 15' 20" NB, 5° 37' 20" OL | 45847  | Upload foto         |
| Voormalige slagerij                                                                                                  | Winkel                   | 1916-1917                        |                                  | Dorpsstraat 13                 | 52° 15' 37" NB, 5° 36' 24" OL | 523966 | Voormalige slagerij |
| Herdenkingshof | Gedenkteken              | 1947                             | J.T.P. Bijhouwer/Mari Andriessen | bij Dorpsstraat/Spoorstraat    | 52° 15' 37" NB, 5° 35' 55" OL | 530881 | Meer afbeeldingen   |